# Kriegerdenkmal (Neckargartach)

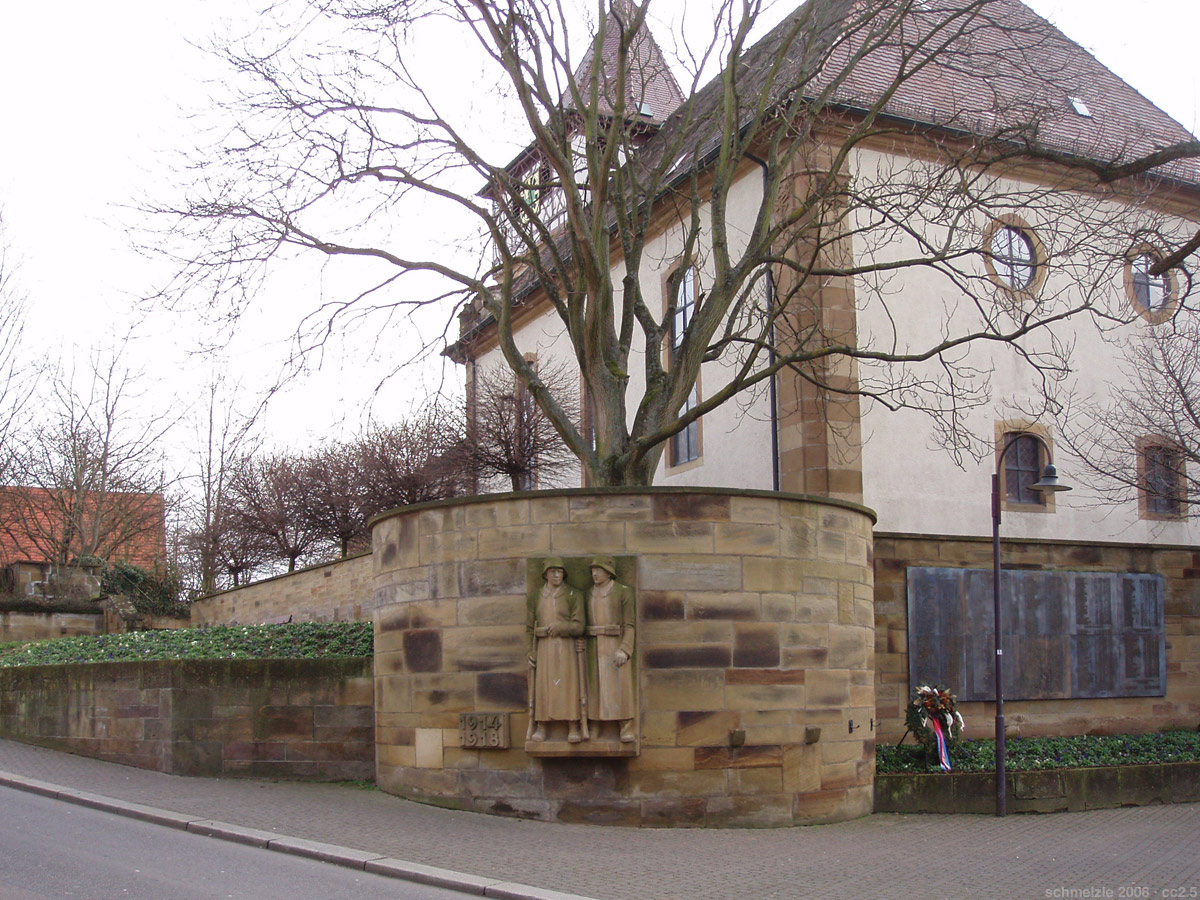
Kriegerdenkmal bei der Peterskirche

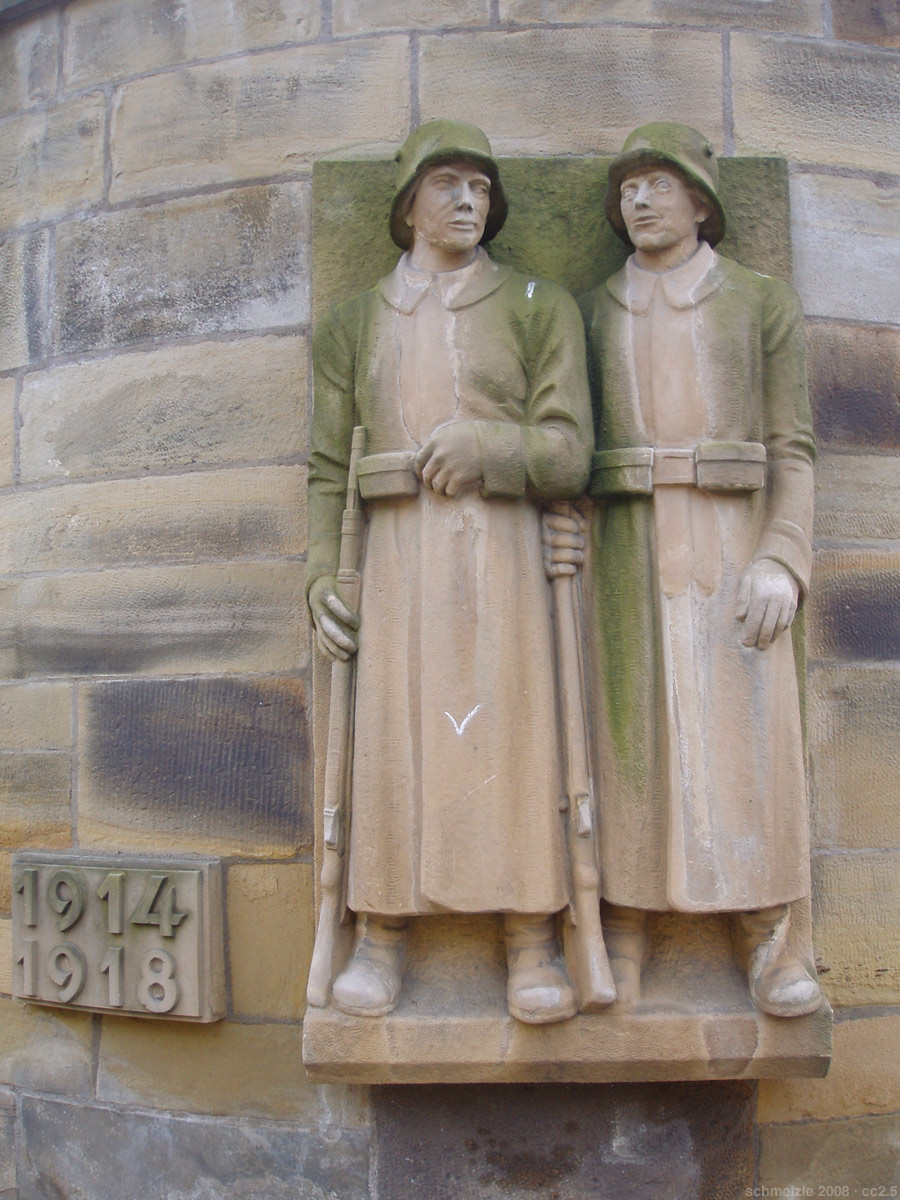
Figurendetail

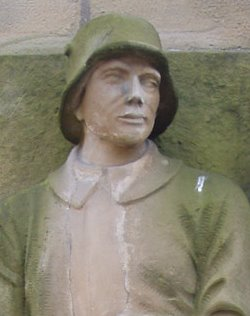
Figurendetail: Linke Figur

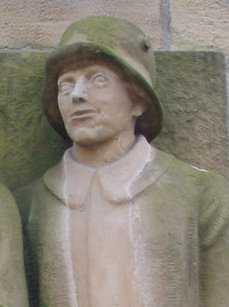
Figurendetail: Rechte Figur

Das Kriegerdenkmal vor der Peterskirche im Heilbronner Stadtteil Neckargartach ist ein 1937 eingeweihtes Ehrenmal für die Gefallenen des Ersten Weltkriegs, das nach dem Zweiten Weltkrieg leicht verändert und um die Namen der Gefallenen 1939/45 ergänzt wurde.

## Geschichte
In den 30er Jahren wurde als Platz für das Kriegerdenkmal die Nord- und Westseite der Neckargartacher Peterskirche, einer alten Burgkirche ausgesucht. Die alte Burgkirche war früher von einer dicken Mauer umgeben, wobei ein Teil dieser Mauer noch auf der Südseite der ehemaligen Burgkirche erhalten war. Das Gelände wurde jedoch mit Beginn der Bauarbeiten der mittleren Schule in starker Weise abgegraben. Die Folge davon war, dass die Stütze der Kirche verlorenging und sich im Mauerwerk des Sakralbaus starke Schäden abzeichneten. Neue Mauern waren daher als Sicherungsmaßnahme für die Kirche notwendig geworden. Im Anschluss an den existierenden Teil der alten Wehrmauer im Süden wurde eine neue Mauer gebaut, die an der Straßenecke einen turmartigen Pfeiler bildet, um die Kirche an dieser besonders gefährdenden Stelle zu stützen. Die Mauer wird dann mit der Namensmauer fortgesetzt, die 23 Meter lang ist und in der Spruchmauer an der Nord-Ost-Seite ihren Abschluss findet.
Das Werk wurde nach Entwürfen von Oberbaurat Kiesner, Baurat Mauer und dem Bildhauer Neumeister aus Stuttgart ausgeführt. Für diesen Entwurf hatte damals der Bau-Beirat votiert, der damals aus den Ortsgruppenleitern Leiensetter und Harder, den Beigeordneten Hofmeister und Hornung, den Gemeinderäten Zehme, Rothenburger und Uhlman, dem Baurat Mauer, dem Bürgermeister und dem Ortsbaumeister Hesser bestand. Finanziert wurde das Bauvorhaben durch verschiedene Spenden, wie die des Generaldirektors Feise, der lokalen Industrie, des Salzwerks Heilbronn, des Kraftwerks Altwürttemberg in Ludwigsburg und den Landwirten, Handwerkern und Bürgern von Neckargartach. Das Spendenvolumen betrug damals 21 000 Reichsmark, das dazu führte, dass Neckargartach lediglich ein Drittel der Kosten zu tragen hatte.
Am 7. Januar 1937 begannen die Bauarbeiten, wobei Ortsbaumeister Hesser bis zu seiner Krankheit am 8. Mai 1937 die lokale Bauaufsicht innehatte. Danach übernahm Architekt Semmler diese Aufgabe, wobei Bauunternehmer und Gemeinderat Paul Rothenburger die Bauarbeiten besorgte. Aus dem Steinbruch des Steinhauermeister Reimold in Mühlbach stammten die Steine, in denen die Namen der Gefallenen bzw. Vermissten von den Steinhauermeistern Wilhelm Weller und Ernst Rothenburger eingehauen wurden. In der sogenannten Namensmauer ist jedem der Gefallenen jeweils ein eigener Stein mit Namen, Geburts- und Todestag und Sterbeort gewidmet.
Die Plastik an dem turmartigen Pfeiler ist ein hohes Dreiviertelrelief, das der Bildhauer Neumeister schuf. Es zeigt zwei Feldgraue im Mantel und Stahlhelm, die „mit Gewehr bei Fuß die Wacht am Gefallenenmal halten“. Einer der beiden Figuren ist im „besten Mannesalter“ und wird durch „herbe Kriegszüge“ im Gesicht charakterisiert, während die andere Figur im Gegensatz dazu einen „jungen Kämpfer“ darstellen soll. Die Kriegergruppe soll einen „erhabenen Eindruck“ ausstrahlen und es soll eine „verhaltene Kraft“ zu empfinden sein, die die beiden Männer „beseelt“.
Der Heimatverein Neckargartach veranstaltete einen Wettbewerb, um einen Text für das Spruchband zu erhalten, wobei der Bau-Beirat als Preisrichter auftrat. Aus 29 Bewerbern entschied man sich dafür, die Heimatdichterin Frida Schuhmacher geb. Spachmann (1892–1964), mit dem 1. Preis auszuzeichnen, während Lina Engelhardt und Hans Fröhner den zweiten bzw. den dritten Preis erhielten. Der Spruch lautete: Aus eurem Erbe, ihr Helden, aus dem Geiste ewiger Opferbereitschaft und Hingabe, baut sich das Volk. Damit sollte an die 138 Neckargartacher erinnert werden, die im Ersten Weltkrieg an der Front gestorben waren. Das Denkmal wurde am 18. Juli 1937 eingeweiht.
Als nach dem Zweiten Weltkrieg der Verlust von 309 Neckargartachern zu beklagen war, von denen 219 gefallen, 63 vermisst, 25 beim Luftangriff und 2 bei Kampfhandlungen umgekommen waren, wurde der alte Spruch entfernt und durch den heutigen ersetzt:  Die Toten mahnen. Außerdem wurde eine weitere Namenstafel mit den Namen der Gefallenen des Zweiten Weltkriegs angebracht.

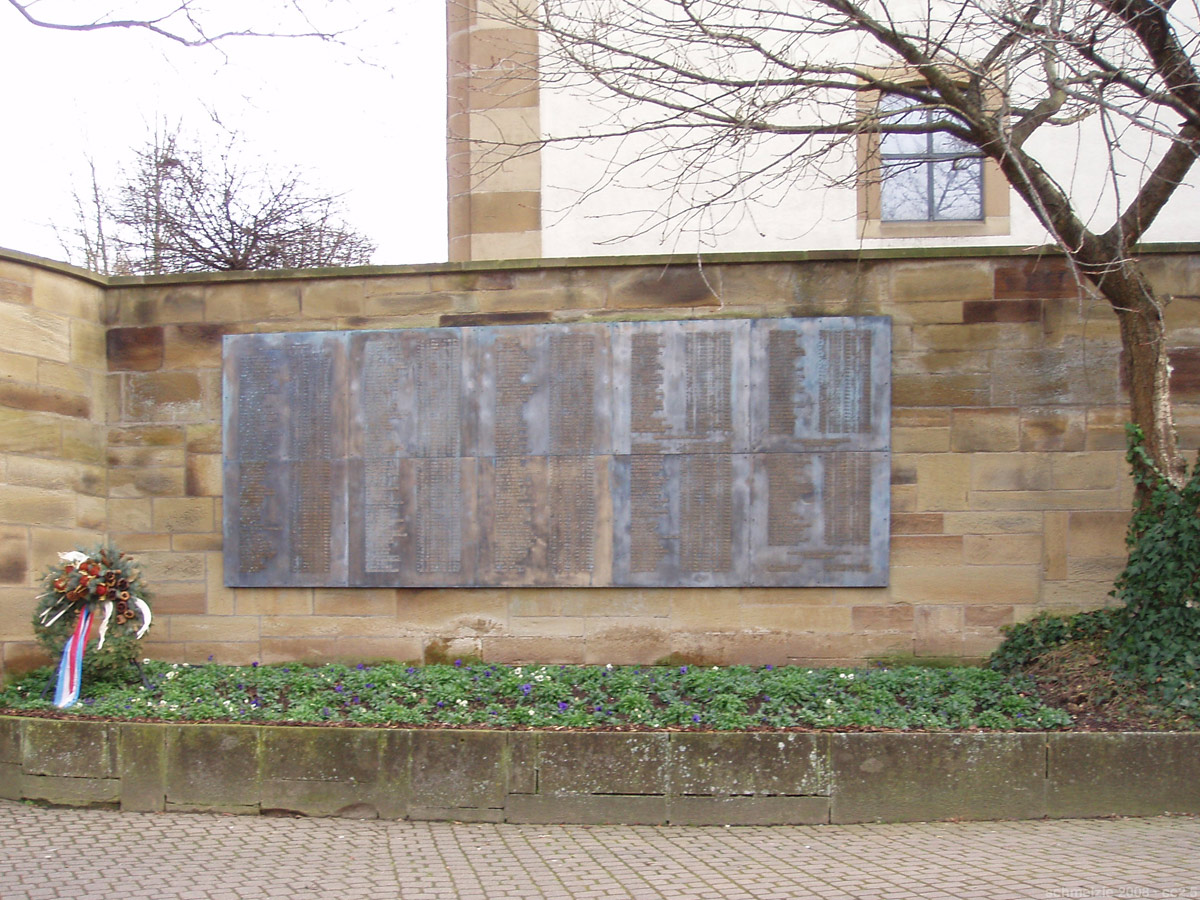
Namensliste der Gefallenen 1939/45
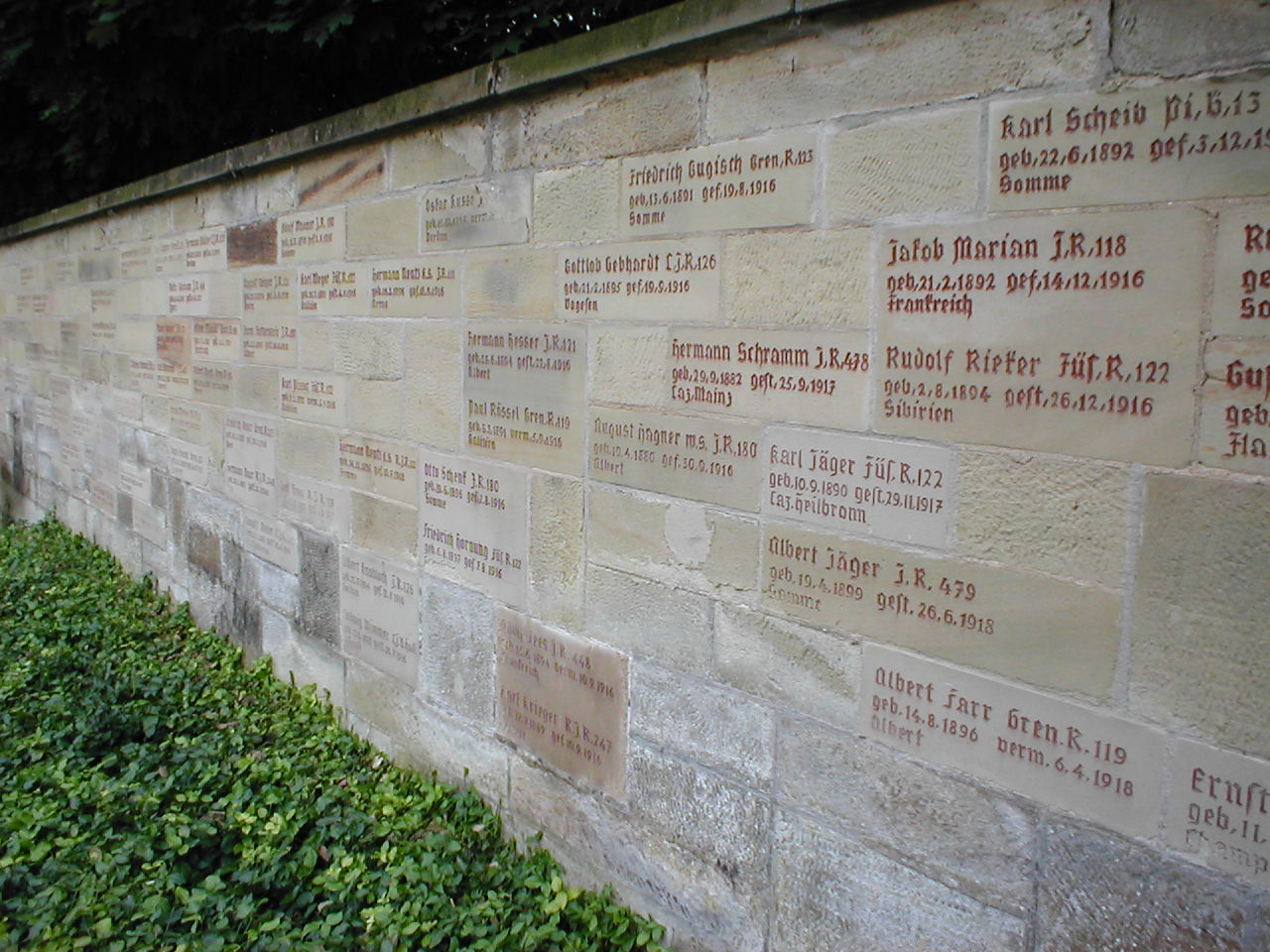
Namensmauer 1914/18
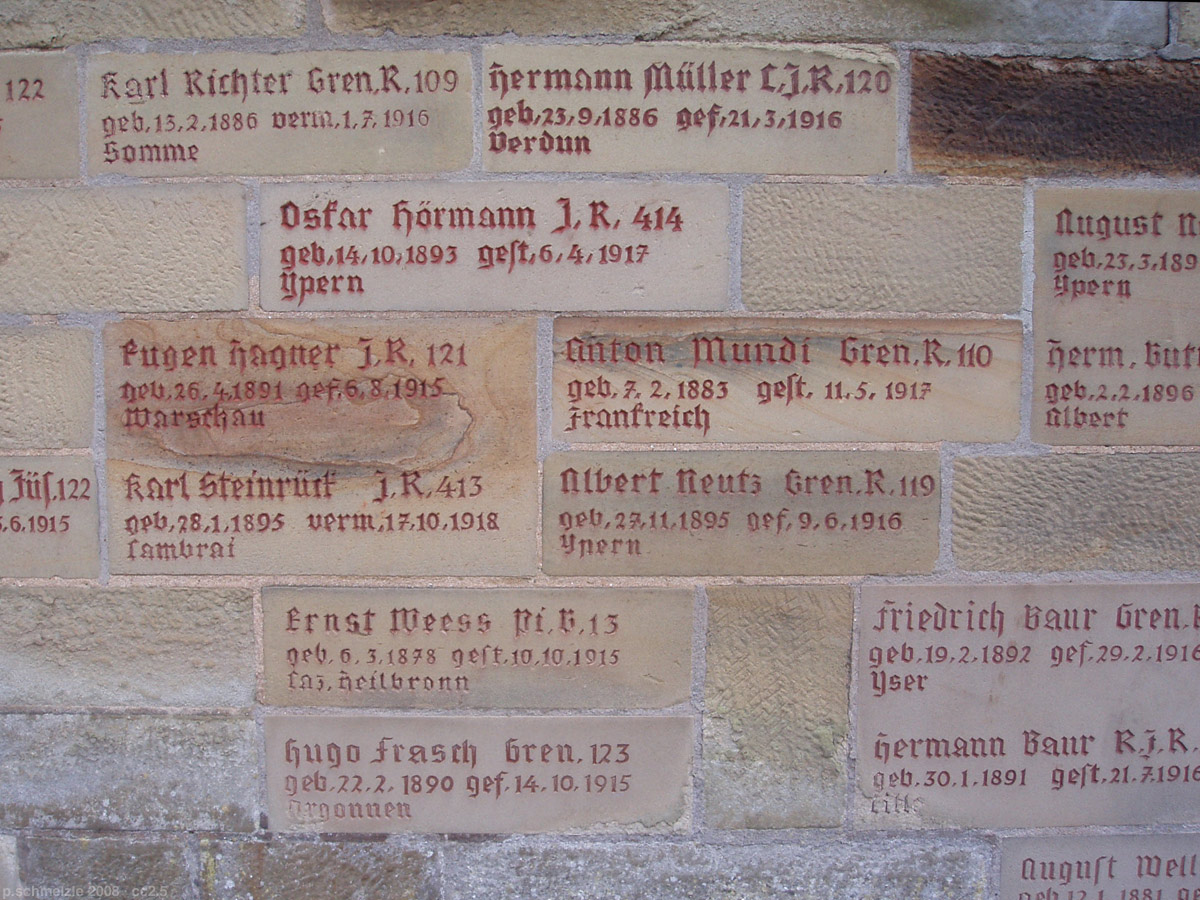
Detail der Namensmauer